# ŽNK Graničar Đurđevac
ŽNK Graničar, ženski je nogometni klub iz Đurđevca.

## Povijest
Ženski nogometni klub ŽNK Graničar osnovan je u ožujku 2017. godine.